# Дзиган, Ефим Львович
Ефи́м Льво́вич Дзига́н (1898—1981) — советский кинорежиссёр, театральный режиссёр, актёр, сценарист, педагог, публицист. Народный артист СССР (1969). Лауреат Сталинской премии второй степени (1941).

## Биография
Родился 2 (14) декабря 1898 года в Москве, в семье Льва Абрамовича Дзигана (1869—1938) и Елизаветы Михайловны Дзиган (1879—1968). Учился в училище при евангелическо-реформатской церкви в Большом Трёхсвятительском переулке.
В 1918 году учился в коммерческом училище. Рано начал трудовую деятельность — грузчиком, рабочим-строителем, чернорабочим на книжном складе. Участник Гражданской войны. В 1919—1922 годах служил в армии, ВЧК, ГПУ.
В 1923 году окончил киношколу Б. В. Чайковского.
С 1924 года — актёр, помощник оператора, ассистент режиссёра на разных студиях страны («Севзапкино» (ныне «Ленфильм»), «Совкино» (Москва), трест АО «Госкинпром Грузии» (ныне «Грузия-фильм»), «Белгоскино» (ныне «Беларусьфильм») и др.) В 1932—1941 годах и с 1954 года — режиссёр киностудии «Мосфильм». В 1941—1954 годах работал на киностудиях Алма-Аты (ныне «Казахфильм»), Баку (ныне «Азербайджанфильм»), Минска, Киева, Ленинграда.
Режиссёрскую деятельность начал в 1928 году в тресте АО «Госкинпром Грузии», где снял фильм «Первый корнет Стрешнев» (совместно с М. Э. Чиаурели). Вершиной творчества стал фильм «Мы из Кронштадта». Снял ряд документальных фильмов. Осуществил ряд совместных постановок, в том числе «В едином строю» (1959, с КНР). Соавтор сценариев к ряду своих фильмов.
Занимался режиссурой в театре: «Бравый солдат Швейк» по Я. Гашеку, «За тех, кто в море!» Б. А. Лавренёва, «Бранденбургские ворота» М. А. Светлова (1944—1946).

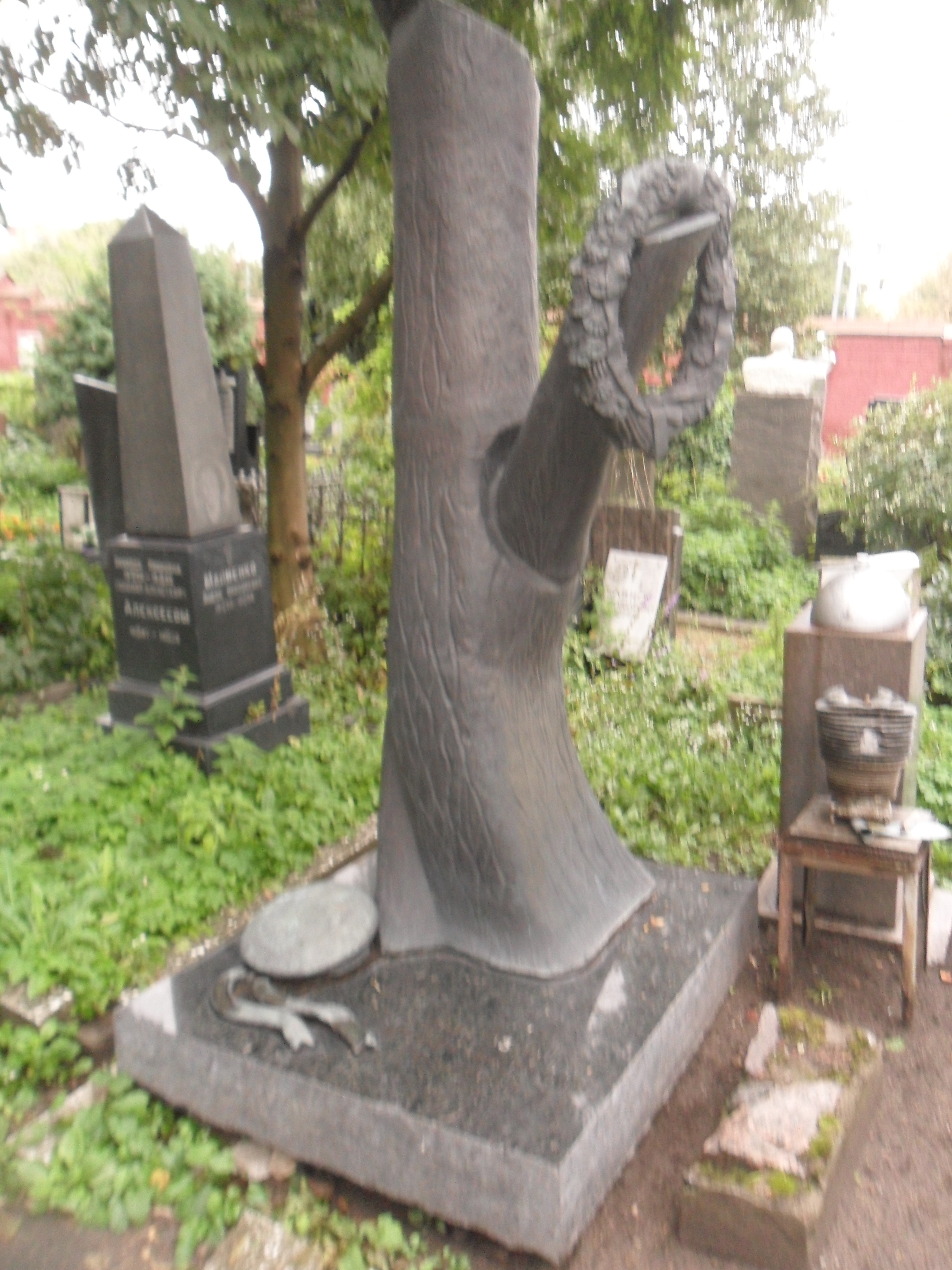
Могила Дзигана на Новодевичьем кладбище Москвы.

С 1937 года — преподаватель ВГИКа в Москве (с 1965 — профессор). Читал лекции на Высших режиссёрских курсах при «Мосфильме» (ныне «Высшие курсы сценаристов и режиссёров»), в киноинституте Пекина (КНР).
Автор книг «Мы из Кронштадта. Принципы режиссёрского построения фильма» (М., Л., 1937), «Постигая героику времени» (М., 1979), многих статей о киноискусстве, воспоминаний.
Член Союза кинематографистов СССР. Член ВКП(б) с 1943 года.
Ефим Львович Дзиган умер 31 декабря 1981 года в Москве. Похоронен на Новодевичьем кладбище.

### Семья
- Жена — Раиса Давыдовна Есипова (1906—1994), актриса.
- Брат — Михаил Львович Дзиган (1899—1933), инженер-механик, начальник планово-экономического отдела ЦИАМа.

## Награды и звания
- Заслуженный деятель искусств РСФСР (29.05.1958)
- Народный артист РСФСР (15.08.1966)
- Народный артист СССР (04.08.1969)
- Сталинская премия второй степени (1941) — за фильмы «Мы из Кронштадта» (1936) и «Если завтра война…» (1938)
- Два ордена Ленина (31.12.1936 — за заслуги в деле развития кинематографического искусства, выразившиеся в создании кинофильма «Мы из Кронштадта», 1978)
- Два ордена Трудового Красного Знамени (1967, 1973)[2]
- Орден Октябрьской Революции
- Медаль «За доблестный труд в Великой Отечественной войне 1941—1945 гг.»
- Медали
- Почётная грамота Президиума Верховного Совета Азербайджанской ССР (23.12.1976) — за многолетнюю плодотворную работу в области советского кинематографа и в связи с 60-летием азербайджанского кино[3];
- Всемирная выставка декоративных искусств в Париже (Гран-при, фильм «Мы из Кронштадта», 1937)
- III Всесоюзный кинофестиваль в Ленинграде (Главный приз, фильм «Железный поток», 1968) — «за лучший историко-революционный фильм».
- МКФ в Чиклайо (Перу) (Большой приз «Золотой идол древних инков», фильм «Железный поток», 1970).

## Фильмография

### Актёр
- 1925 — В тылу у белых
- 1927 — Чашка чая

### Режиссёр
- 1928 — Первый корнет Стрешнев (совм. с М. Э. Чиаурели)
- 1929 — Бог войны
- 1930 — Суд должен продолжаться (совм. с Б. И. Шрейбером)
- 1930 — Май колхозный (документальный)
- 1931 — На штурм (документальный)
- 1932 — Женщина (совм. с Б. И. Шрейбером)
- 1936 — Мы из Кронштадта
- 1938 — Если завтра война (совм. с Л. Я. Анци-Половским, Г. С. Березко, Н. Н. Кармазинским)
- 1941 — Первая конная (совм. с Г. С. Березко)
- 1943 — Киноконцерт к 25-летию Красной Армии (совм. с С. А. Герасимовым, М. К. Калатозовым)
- 1947 — На линии огня (документальный)
- 1947 — Фатали-хан
- 1952 — Джамбул
- 1956 — Пролог
- 1959 — В едином строю (совм. с Сюэ Ган)
- 1964 — Негасимое пламя
- 1967 — Железный поток
- 1973 — На Севере, на Юге, на Востоке, на Западе

### Сценарист
- 1929 — Бог войны (совм. с Л. В. Гольденвейзером)
- 1938 — Если завтра война (совм. с Г. С. Березко, М. А. Светловым)
- 1959 — В едином строю (совм. с В. М. Кожевниковым, Сюэ Ган, Линь Шан)
- 1967 — Железный поток (совм. с А. А. Первенцевым)
- 1973 — Всегда начеку! (совм. с В. М. Кожевниковым)

### Художественный руководитель
- 1966 — Баллада о чердачнике (короткометражный)
- 1966 — Одни (короткометражный)
- 1970 — В лазоревой степи (киноальманах)
- 1972 — Возвращение катера (короткометражный)

## Память
- В 1985 году, в Москве, на улице Большая Полянка, на доме № 28, корпус № 2 Ефиму Дзигану установлена мемориальная доска (архитектор А. Кутырев).